# Феда-фьорд
Феда-фьорд (норв. Fedafjorden) — залив (фьорд) на юге Норвегии в фюльке Агдер в коммунах Флеккефьорд, Фарсунн и Квинесдал в акватории Северного моря. Фьорд располагается к югу от устья впадающей в него реки Квина и, объединяясь с другим фьордом, образует Листа-фьорд.

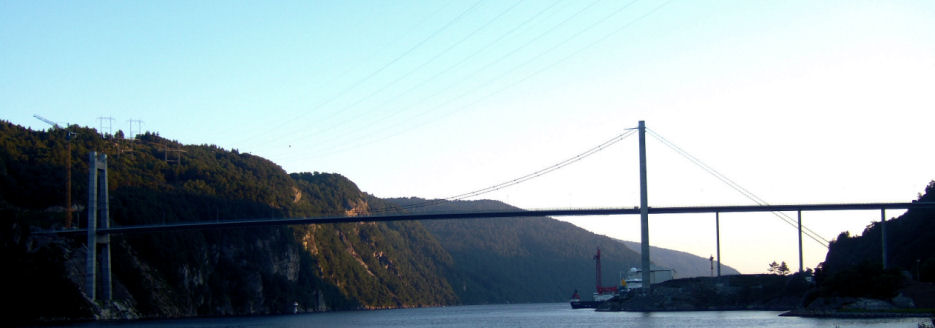
Мост через фьорд, недалеко от деревни Феда

Фьорд составляет 15 километров в длину и около 1,5 километра в ширину. На северо-западном побережье фьорда, в устье реки расположена деревня Феда, по имени которой и назван фьорд. Восточнее деревни находится открытый в августе 2006 года 566-метровый мост, по которому проходит маршрут E39. Вдоль побережья также проходят следующие маршруты: FV652, 465, FV551, FV804 В южной части устья фьорда находится остров Аннабелёя. Большая часть фьорда принадлежит провинции Квинесдал, а устье находится на границе двух других — Флеккефьорда и Фарсунна.
Вдоль берега расположено множество ферм и бухт.